# Волченский
Во́лченский — хутор в Каменском районе Ростовской области.
Административный центр Волченского сельского поселения.

## География
Общая площадь муниципального образования — 258,82 км².

## Население
| 2010 |
| ---- |
| 1095 |

## Улицы
- ул. Заречная,
- ул. Молодёжная,
- ул. Садовая,
- ул. Шахтерская.

## Инфраструктура
На хуторе имеется клуб, который сгорел давно и на его месте остался лишь фундамент, почтовое отделение, продуктовые магазины, кладбище. 
Здесь работают семь промышленных предприятий, в их числе ОАО «Замчаловское карьероуправление», ЗАО «Аникинский горно-обогатительный комбинат», ООО ГОФ «Углерод», ООО «Карьер», ООО «Каменский щебеночный завод», ООО «Стройнеруд Дон», ООО «Керамзит».
Имеются сельскохозяйственные организации: ОАО «Волченская птицефабрика» которая не работает уже около 10 лет, ООО «Союз» (производство растениеводческой продукции), ООО «Светлый».

## Достопримечательности
- Памятник воинам Великой Отечественной войны, погибшим при освобождении хутора. В год 70-летия Победы памятник имел неухоженный вид.
- Каменная церковь Троицы Живоначальной, построенная из «пластушки» (местный природный камень) и кирпича в 1892 году. В настоящее время реставрируется[3]. Относится к Ростовской-на-Дону епархии Московского Патриархата Русской Православной Церкви.

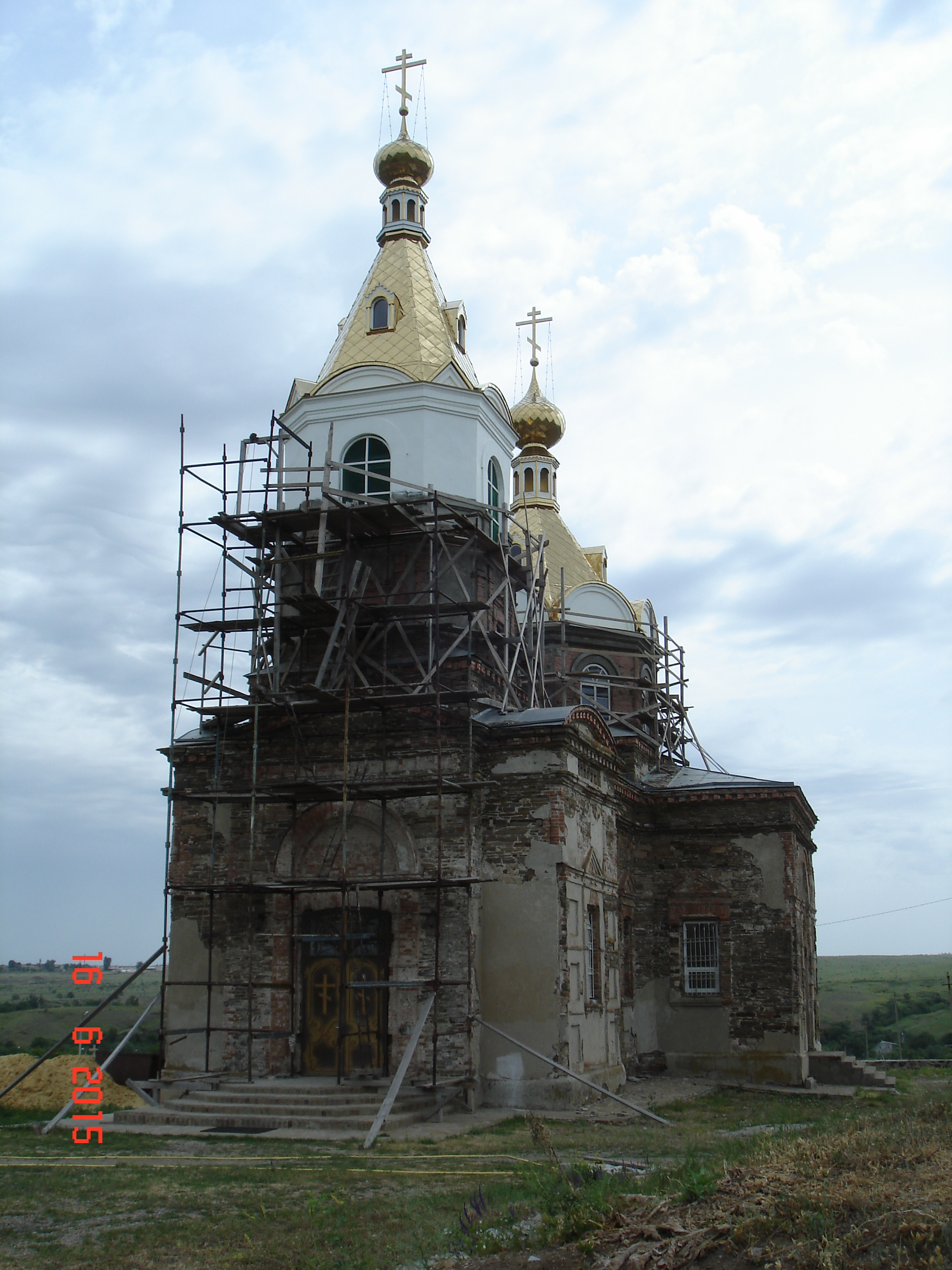
Церковь
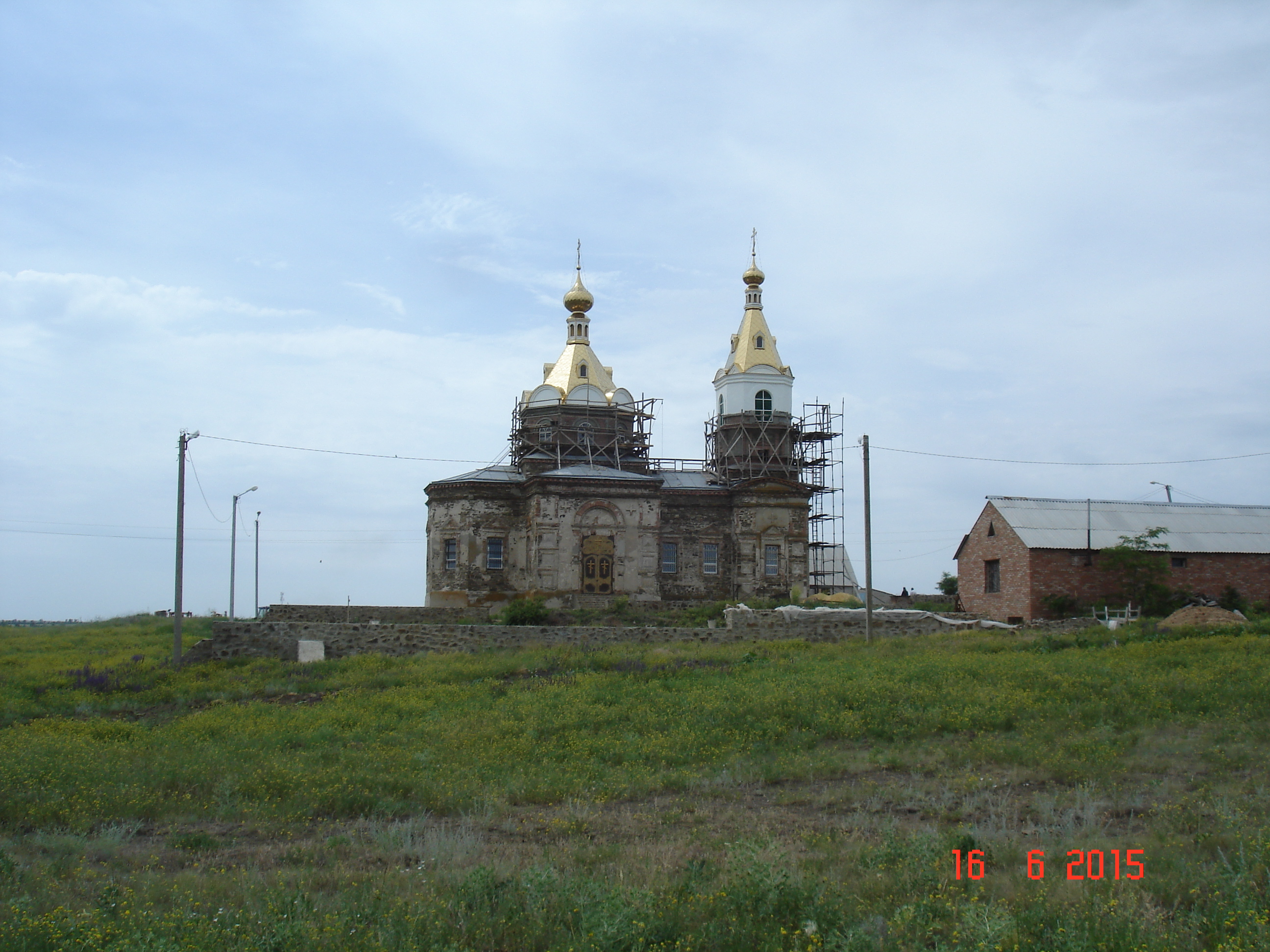
Церковь издалека
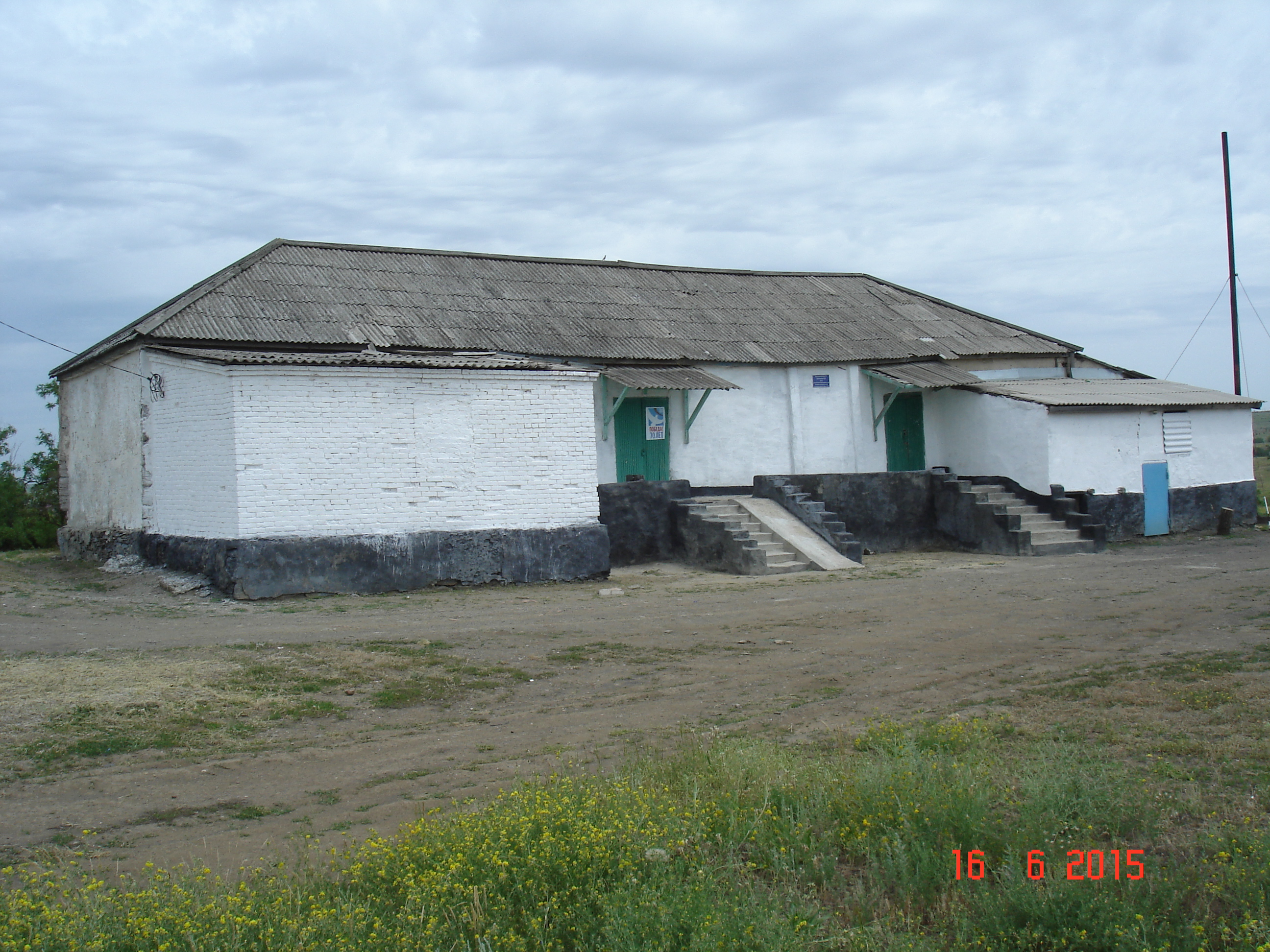
Клуб
Памятник